# 毛利水軍
毛利水軍（もうりすいぐん）は、中世日本の瀬戸内海で活躍した、戦国大名毛利氏直轄の水軍（海賊衆）である。当初、安芸武田氏旧臣の水軍を中心としたが、勢力を拡大するにつれ、小早川氏や大内氏の水軍を取り込んで直轄の水軍を編成、後には能島村上家、来島村上家、因島村上家からなる村上水軍をも取り込み、瀬戸内海の覇権を確立した。

## 歴史

### 発祥

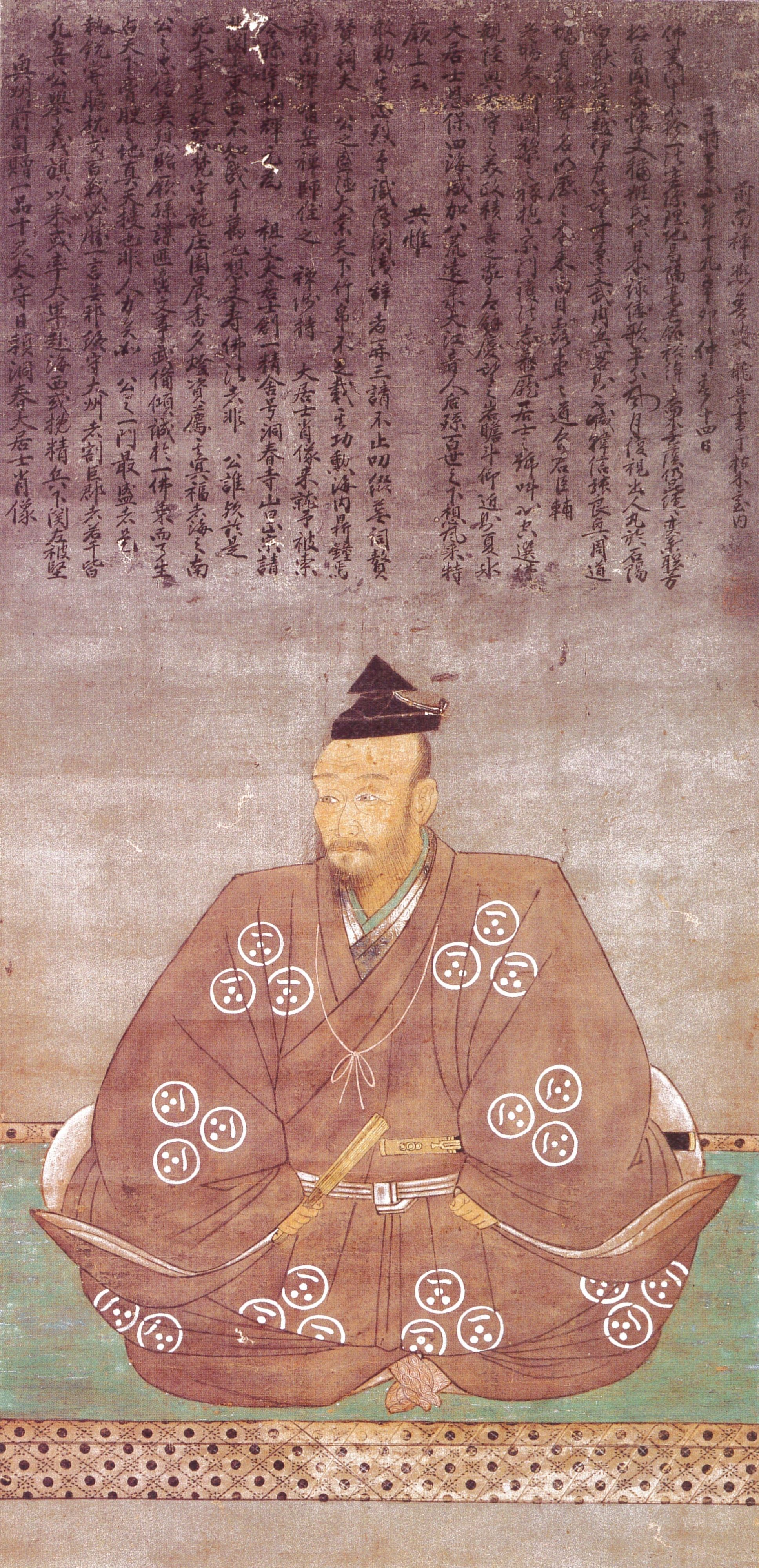
毛利水軍創始者・毛利元就

戦国時代初期の中国地方は、周防国を本拠とする大内氏と、出雲国を本拠とする尼子氏の二大勢力が対立していた。周防と出雲の間に挟まれた安芸国は中小規模の国人領主たちが乱立している状態であり、吉田郡山城の毛利氏は大内側、佐東銀山城の安芸武田氏は尼子側に属していた。しかし、大永7年（1527年）に毛利元就が有田中井手の戦いで武田元繁に勝利すると、当主を失った安芸武田氏は勢力を大幅に衰退。その後もしばらくの間は大内・毛利連合と尼子・安芸武田連合の抗争が続くが、天文10年（1541年）の佐東銀山城の戦いにより安芸武田氏は滅亡した。
佐東銀山城の位置する佐東郡（現在の広島市安佐南区）は、山陽道と瀬戸内海に面した安芸国の流通・経済の中心地であり、佐東川（現在の太田川下流域を指す古称）の河口は安芸武田氏に属する水軍衆の拠点であった。佐東銀山城には大内氏の城番として冷泉隆豊が入るが、元就には佐東川河口周辺の川ノ内（川内、河内、河ノ内とも表記）地域が与えられた。これにより、毛利氏は安芸武田氏の水軍衆であった福井氏や山県氏（福井元信、山県就相など）を取り込み、譜代家臣の児玉就方や飯田義武を川ノ内警固衆 (かわのうちけごしゅう)の将に任じた。これにより初期の毛利水軍が誕生することとなった。
そして天文12年（1543年）には元就三男の徳寿丸（後の小早川隆景）を同じ安芸国人の竹原小早川氏へ養子として送り込み、続いて天文19年（1550年）に隆景が沼田小早川氏をも継承することで小早川家は一本化された。こうして小早川氏が毛利氏と一体化したことで、毛利は小早川水軍（小早川氏親族の乃美氏率いる沼田警固衆）を傘下に収め、さらに小早川氏と姻戚関係を結んでいた芸予諸島の海賊衆村上氏とも関係を持つこととなる。

### 厳島の戦い
天文20年（1551年）、陶隆房（後の陶晴賢）の謀反により大内氏当主・大内義隆は自害に追い込まれた（大寧寺の変）。元就は毛利直轄水軍の育成を本格化したのはこの頃からと考えられている。そして、陶氏の謀反を良しとしない吉見氏の挙兵（三本松城の戦い）を巡って毛利氏と陶氏の緊張が表面化すると、天文23年（1554年）5月に元就は大内氏（陶氏）から独立（防芸引分）。挙兵した元就は佐東銀山城や厳島など海運や水軍の要衝を短期間に掌握した。
天文24年（1555年）10月、に毛利氏と陶氏による厳島の戦いが発生する。毛利軍は陶軍に対して兵力で大きく劣勢だったが、宮尾城を攻めるために厳島に上陸していた陶軍を奇襲により撃滅した。この戦いでの毛利の水軍戦力は、毛利水軍（川ノ内警固衆）50〜60艘と小早川水軍（沼田警固衆）60〜70艘とされるが、これに村上水軍の援軍200〜300艘が参戦したと伝わる（この時、親毛利の立場であった因島村上氏は既に小早川水軍に組み入れられていたと考えられる）。なお、村上水軍は、陶氏の進める瀬戸内海の徴税権を水軍から取り上げる政策に反発して、毛利氏に加わったともいわれる。
この後、元就は防長経略を開始。大内方の水軍である、安芸の白井房胤・賢胤親子、周防・長門の小原隆言、弘中方明、冷泉元豊・元満兄弟、海商賀屋氏、屋代島警固衆の桑原氏・沓屋氏、玖珂郡警固衆、石見国では石見水軍を率いる益田藤兼が帰順した。また、村上氏も引き続き毛利氏に協力して関門海峡を封鎖、大内氏の滅亡に貢献している。

### 尼子氏・大友氏との戦い
尼子晴久が急死して尼子氏が不安定になると、元就は尼子氏への攻勢を強め、永禄5年（1562年）には出雲へ出陣した（第二次月山富田城の戦い）。毛利水軍は、日本海に出陣して、尼子方の隠岐水軍の奈佐日本之介らと交戦、また、尼子氏の海上輸送ルートを遮断するなど、尼子氏の防衛網（尼子十旗）の弱体化を促した。永禄9年（1566年）に尼子氏当主・尼子義久が降伏して戦国大名尼子氏は滅びる。
その後、永禄12年（1569年）に尼子氏の遺児・尼子勝久を当主に掲げた尼子再興軍の山中幸盛が、隠岐水軍の力を借りて出雲国に乱入した。しかし、毛利元秋・天野隆重の奮戦によって月山富田城は落城せず、吉川元春軍によって尼子再興軍は撃退された（布部山の戦い）。この後、尼子再興軍に協力した、隠岐水軍は毛利氏に降伏し、毛利水軍へと編入された。
一方元就は、大内氏旧領であった博多の権益奪取も併行して目論んでいた。北九州の秋月氏や高橋氏等の諸豪族が次々と毛利氏に恭順すると、豊後の大友宗麟は大軍を派遣して毛利軍と対決に及ぶ。毛利水軍は海上輸送の主力として活動し、永禄4年の（1561年）の蓑島合戦では海で豊後水軍（大友水軍）と、門司城の戦いや立花山城の戦いでは陸に上がり大友軍と戦い勝利に貢献した。最終的には元就の病死や、また東方へ進出していた毛利勢力圏が織田氏と接触し始めたこともあり、北九州からは撤退せざるを得なくなったが、門司城は維持し関門海峡を両岸から制し続けた。
なお、北九州での攻防が続いていた永禄12年（1569年）7月頃より大友水軍の襲撃が散発しており、10月には水軍により大内氏一族の大内輝弘が豊後から山口に送り込まれて大内輝弘の乱が勃発した。そのためこの時期より、能島村上氏の村上武吉が大友より調略を受けていた疑いがある。元就死後の元亀2年（1571年）になると、能島村上氏が大友氏・三好氏への接近を図り、毛利氏から離反するという事件が起こった。小早川隆景は、因島村上氏の村上吉充や来島村上氏の来島通総らと協力してこれを討伐、村上武吉は隆景に降伏して、再び毛利に臣従する。
山陰（尼子氏）や北九州（大友氏）での戦いと同じ時期の永禄10年（1567年）には毛利氏の伊予出兵も行われている。伊予国の河野氏を支援することで大友氏への牽制を狙ったとされるこの出陣でも、小早川隆景の指揮の下、小早川水軍・周防上関の水軍衆、因島村上水軍などが伊予に投入された。これにより、小早川氏は伊予への影響力を高め、来島村上水軍をはじめとする伊予の海賊衆をその支配下に置く成果を納めている。

### 織田水軍との死闘

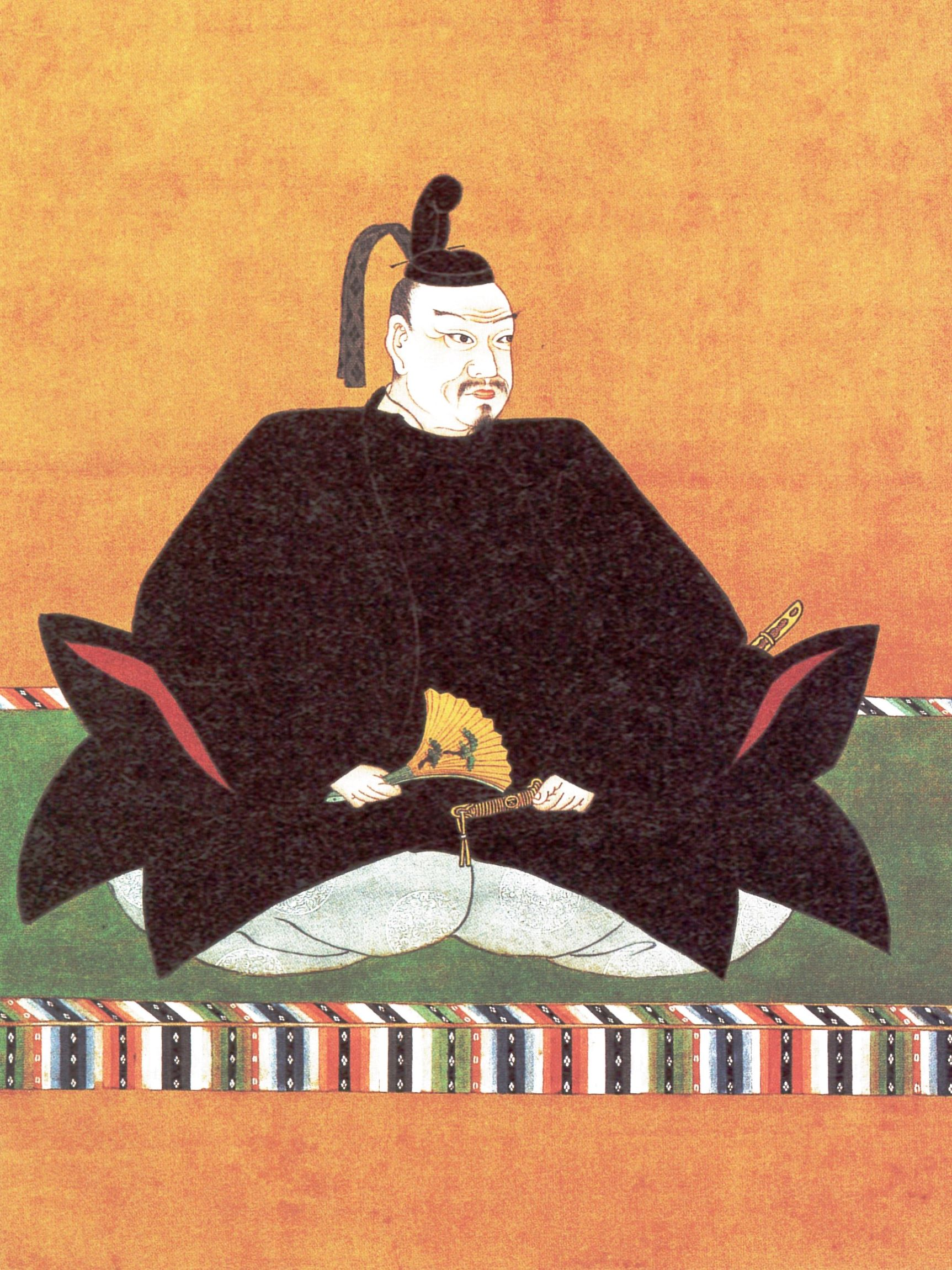
毛利輝元

元就の死後、毛利氏の当主は毛利輝元となった。ところが毛利氏の勢力伸張にあわせて、近畿を制圧しかけていた織田信長の勢力圏が接するようになり、そこに信長に京を追われた室町幕府第15代将軍・足利義昭が備後国鞆城へ転がり込んだため、織田氏との関係が悪化する。また、織田氏が石山本願寺の顕如と対決するに及び、強固な浄土真宗派として知られる安芸門徒との関係もあり、織田氏との対決が決定的なものとなった。
天正4年（1576年）、毛利氏は石山本願寺への兵糧搬入を計画。摂津国木津川で毛利軍を阻止しようとした九鬼嘉隆率いる織田水軍（九鬼水軍）を、毛利水軍は焙烙火矢を駆使した攻撃によって壊滅させ、兵糧を石山本願寺に運び込むことに成功した（第一次木津川口の戦い）。しかし、天正6年（1578年）に再び大規模な兵糧搬入を実施した時には、今度は織田水軍が鉄甲船を用意していたため、毛利水軍は激戦の末に退却した（第二次木津川口の戦い）。この敗戦により、石山本願寺への兵糧や武器の搬入は滞るようになり、石山本願寺の士気は低下。2年後に顕如は信長に降伏した。
この海戦後、大坂湾の制海権は織田方のものとなったが、依然として淡路島以西の制海権は毛利水軍が握り続けていた。ただし、羽柴秀吉による織田方の調略が来島村上氏の当主・来島通総と兄・得居通幸に及んだため、天正10年（1582年）に3月に来島村上氏が離反した。これに対して、毛利氏と能島・因島両村上氏が来島村上氏を攻撃したため、最終的に来島兄弟は秀吉の下に逃亡した。以降、来島氏は豊臣配下となる。
一方、天正9年（1581年）の鳥取城の戦いでも城に兵糧を搬入しようとしたが、織田軍に属していた松井康之率いる丹後水軍により撃退されている。鳥取城主・吉川経家とともに、同城支城の丸山城に籠もっていた隠岐水軍の将・奈佐日本之介も切腹した。

### 豊臣政権下
天正10年（1582年）6月に本能寺の変が発生すると、羽柴秀吉は謀反人明智光秀を山崎の戦いで撃滅し、翌11年（1583年）の賤ヶ岳の戦いで織田家重臣の柴田勝家を討ち破り、信長の実質的な後継者として天下人となった。毛利氏は秀吉の天下統一に積極的に協力し、毛利水軍も天正13年（1585年）の四国征伐、天正14年（1586年）の九州征伐に出動した。しかし、反骨精神を発揮した村上武吉が四国攻めに協力しなかったため、小早川隆景の追討を受けて能島から竹原に強制移住させられた。能島村上氏は、天正16年（1588年）にも海賊停止令に違反したと詰問され、息子の村上元吉が弁明のために大坂城まで赴いている。
天正18年（1590年）の小田原征伐でも、毛利水軍は兵員・兵糧の輸送部隊として豊臣軍の兵站を支えた。また、北条方の伊豆水軍拠点である下田城攻めにも加わっている。
天正20年（1592年）から始まる文禄・慶長の役では、毛利水軍は朝鮮へ渡海するために主力として出動し、九鬼水軍や来島村上水軍、塩飽水軍を主力とする豊臣水軍や、坊津水軍を主力とする島津水軍とともに、兵站や海上輸送を担い、李舜臣らの朝鮮水軍と海戦を行った。

### 関ヶ原の戦いと幕藩体制下

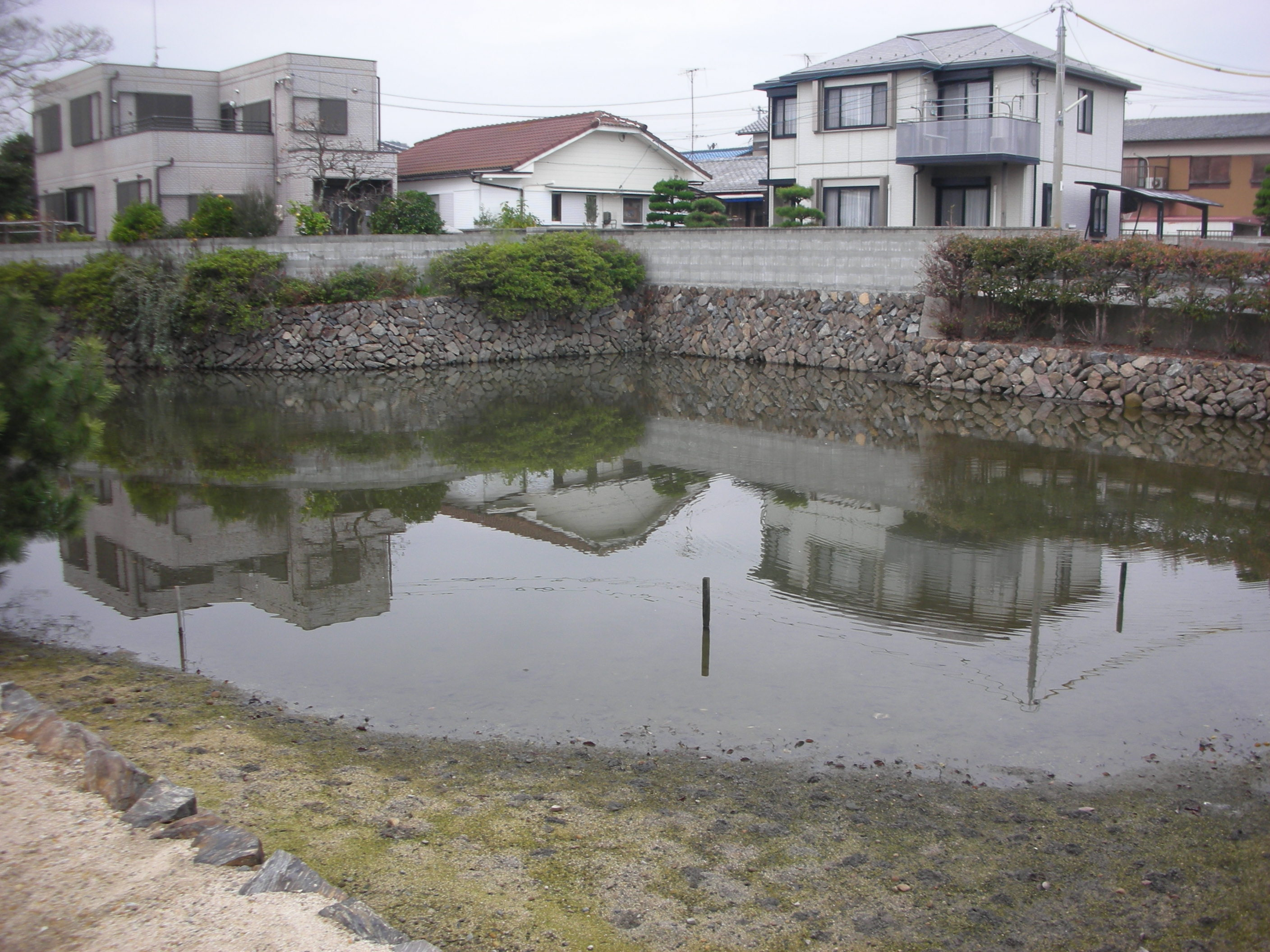
三田尻御船跡（山口県防府市）

豊臣秀吉の死後、慶長5年（1600年）に関ヶ原の戦いが勃発すると、西軍に属していた毛利氏と毛利水軍は、伊勢湾沿岸・紀州沿岸・阿波国・伊予国など東軍方領地を攻めた。加藤嘉明の伊予松前城を攻めた戦いでは、加藤家臣・佃十成の夜襲で毛利方の村上元吉が討死するなどしている（三津浜夜襲）。
最終的に西軍は敗北し、毛利氏は防長2ヶ国へ減封された。そして制海権はすべて徳川家の直轄となり、大船建造の禁により海戦の主力であった安宅船の建造も禁止され、戦国時代のような水軍の存続は不可能になった。これによって毛利水軍は他の水軍同様、存続が不可能となり、周防下松を経て同三田尻に移り、縮小化されて船手組・御船奉行という幕藩制度下の長州藩の一組織として存続した。また、藩に残らず、帰農したものも多いという。

## 組織

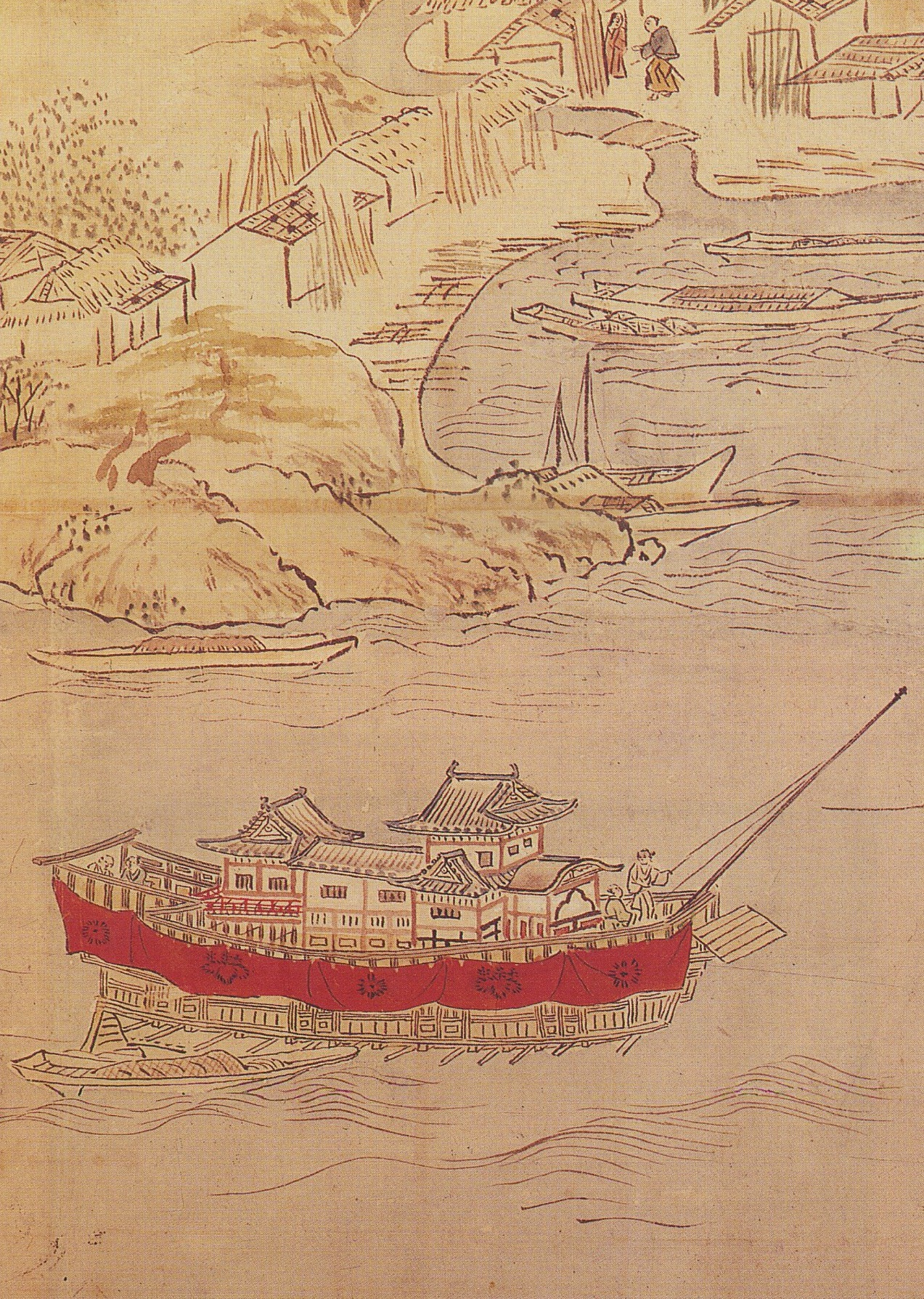
安宅船

- 川ノ内警固衆（1543年～）
  - 安芸児玉氏（毛利氏家臣）
  - 飯田氏（毛利氏家臣）
  - 安芸粟屋氏（毛利氏家臣）
  - 福井氏（安芸武田氏一族）
  - 山県氏（安芸武田氏家臣）
  - 香川氏（安芸武田氏家臣）
- 小早川水軍（1550年～）
  - 小早川氏（毛利氏一門）
  - 乃美氏（小早川氏庶家）
- 厳島の戦い前後（1555年～）
  - 白井氏（安芸武田氏・大内氏家臣）
- 防長経略以降（1556年～）
  - 冷泉氏（大内氏家臣）
  - 益田氏（大内氏家臣・石見水軍）
  - 小原氏（大内氏家臣）
  - 弘中氏（大内氏家臣）
  - 賀屋氏（周防国の海商？）
  - 屋代島衆
  - 玖珂郡警固衆（大内氏の警固衆）
- 尼子氏滅亡後（1566年～）
  - 奈佐日本之介（隠岐水軍）
- 協力関係
  - 河野水軍（伊予国戦国大名・河野氏の水軍）
  - 能島村上氏（伊予国能島を本拠とする海賊衆）
  - 因島村上氏（安芸国因島を本拠とする海賊衆）
  - 来島村上氏（伊予国河野氏の家臣）
  - 島氏（能島村上氏の家臣）

## 関連人物
- 毛利元就
- 小早川隆景
- 毛利輝元
- 村上義忠
- 村上武吉
- 村上隆重
- 村上景広
- 村上元吉
- 村上景親
- 村上通康
- 来島通総
- 村上吉充
- 村上亮康
- 村上吉亮
- 児玉就方
- 児玉就英
- 粟屋元如
- 福井元信
- 山県就相
- 山県就知
- 香川広景
- 飯田義武
- 乃美宗勝
- 生口景守
- 井上春忠
- 包久景勝
- 益田藤兼
- 小原隆言
- 弘中方明
- 冷泉元豊
- 冷泉元満
- 大多和就重
- 桑原龍秋
- 桑原元勝
- 木梨元恒
- 白井房胤
- 白井賢胤
- 白井晴胤
- 沓屋通種

## 参考資料・文献
- 森本繁『戦国最強の海上軍団・毛利水軍』新人物往来社、1991年。ISBN 978-4404018342。
- 『毛利元就』学習研究社〈歴史群像シリーズ 9号〉、1988年。